# Fonderie Hébrard
Pour les articles homonymes, voir Hébrard.
La fonderie Hébrard fut créée par le fondeur d'art Adrien-Aurélien Hébrard (1865-1937).

## La fonderie
L'entreprise s'installe au no 73 de l'avenue de Versailles à Paris. En 1904, Adrien Hébrard ouvre également une galerie au no 8 de la rue Royale où il présente les œuvres des artistes qu'il édite. La fonderie Hébrard pratique principalement la fonte à la cire perdue à tirage limité, ainsi que la fonte au sable, mais il produit aussi des modèles d'orfèvrerie en argent. Les bronzes à la cire perdue produits par Hébrard sont réputés pour la grande précision de leur empreinte et la qualité de leur patine.
La fonderie cesse son activité en 1937 après la mort de son fondateur.

## Images de la fonderie en 1910

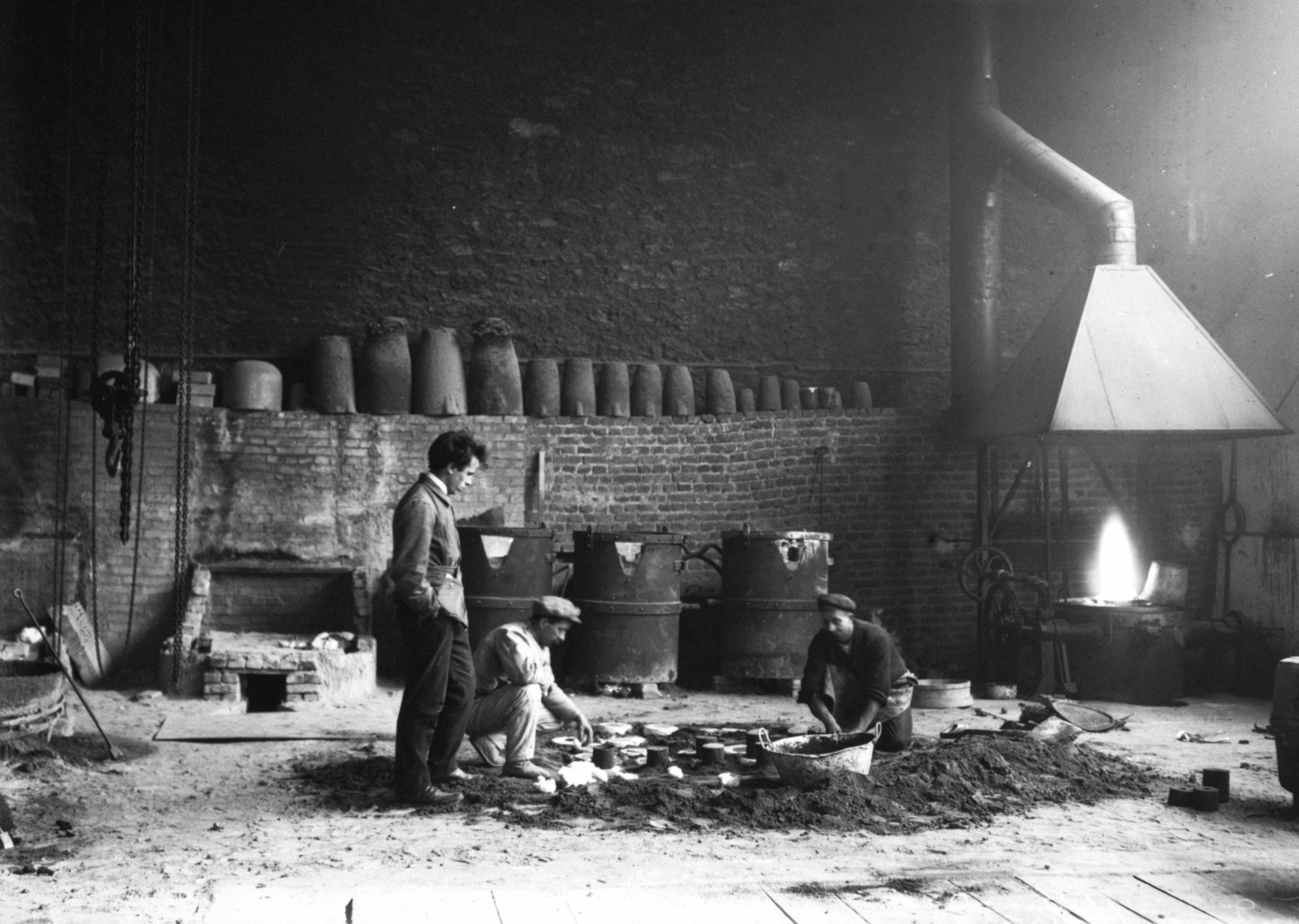
Vue générale d'un atelier.
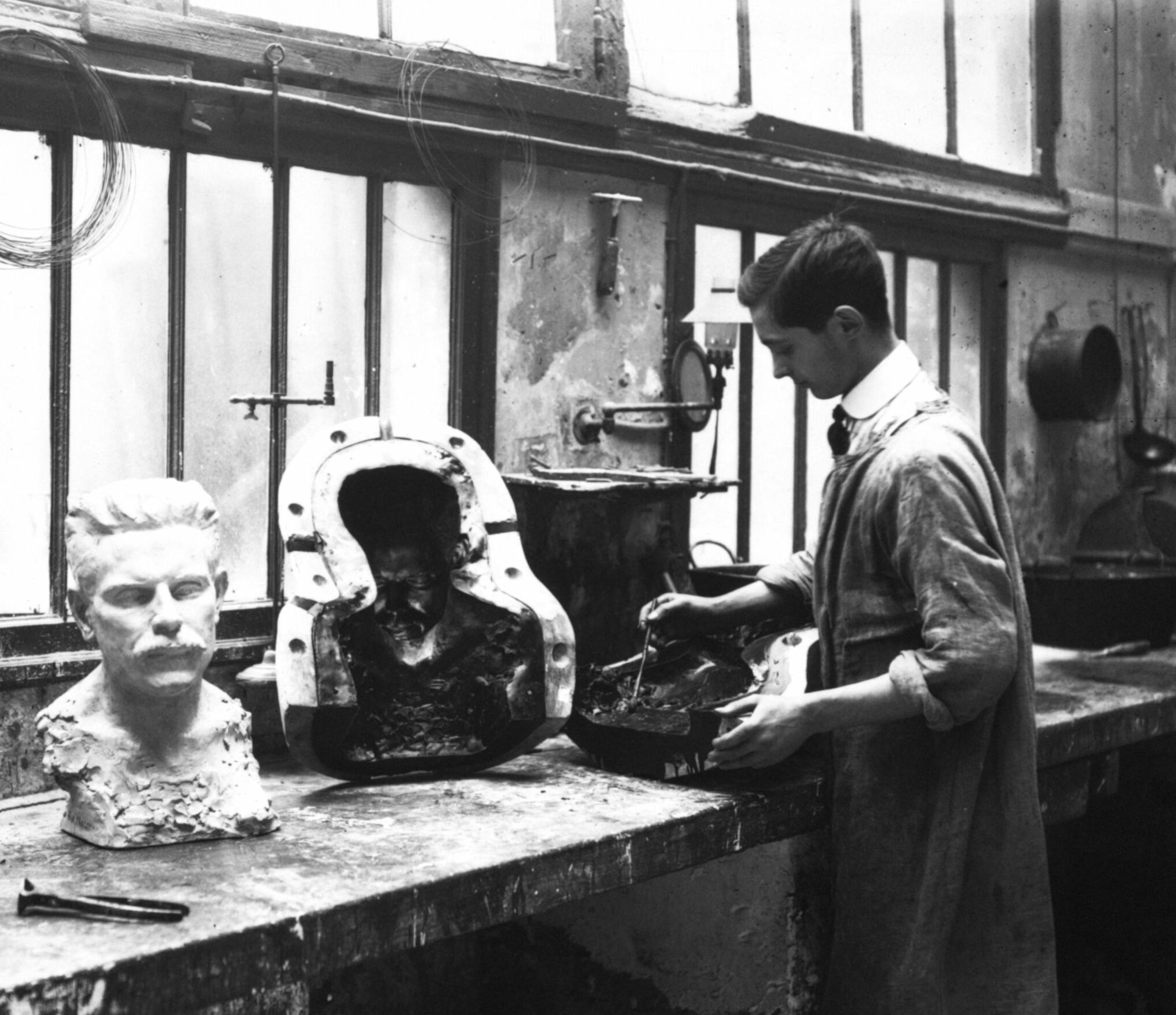
Homme travaillant sur un moule.
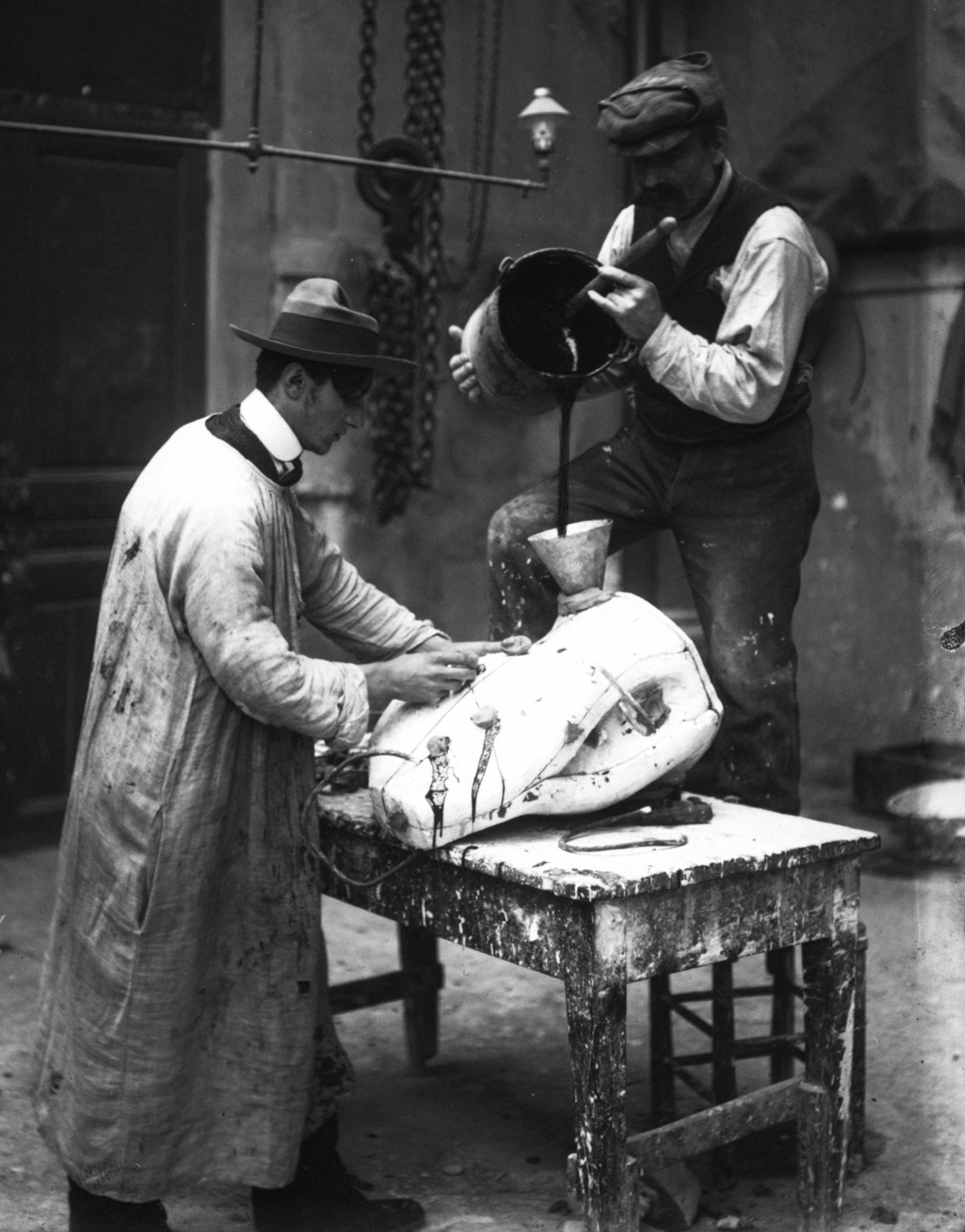
Deux fondeurs versant de la cire en fusion dans un moule.
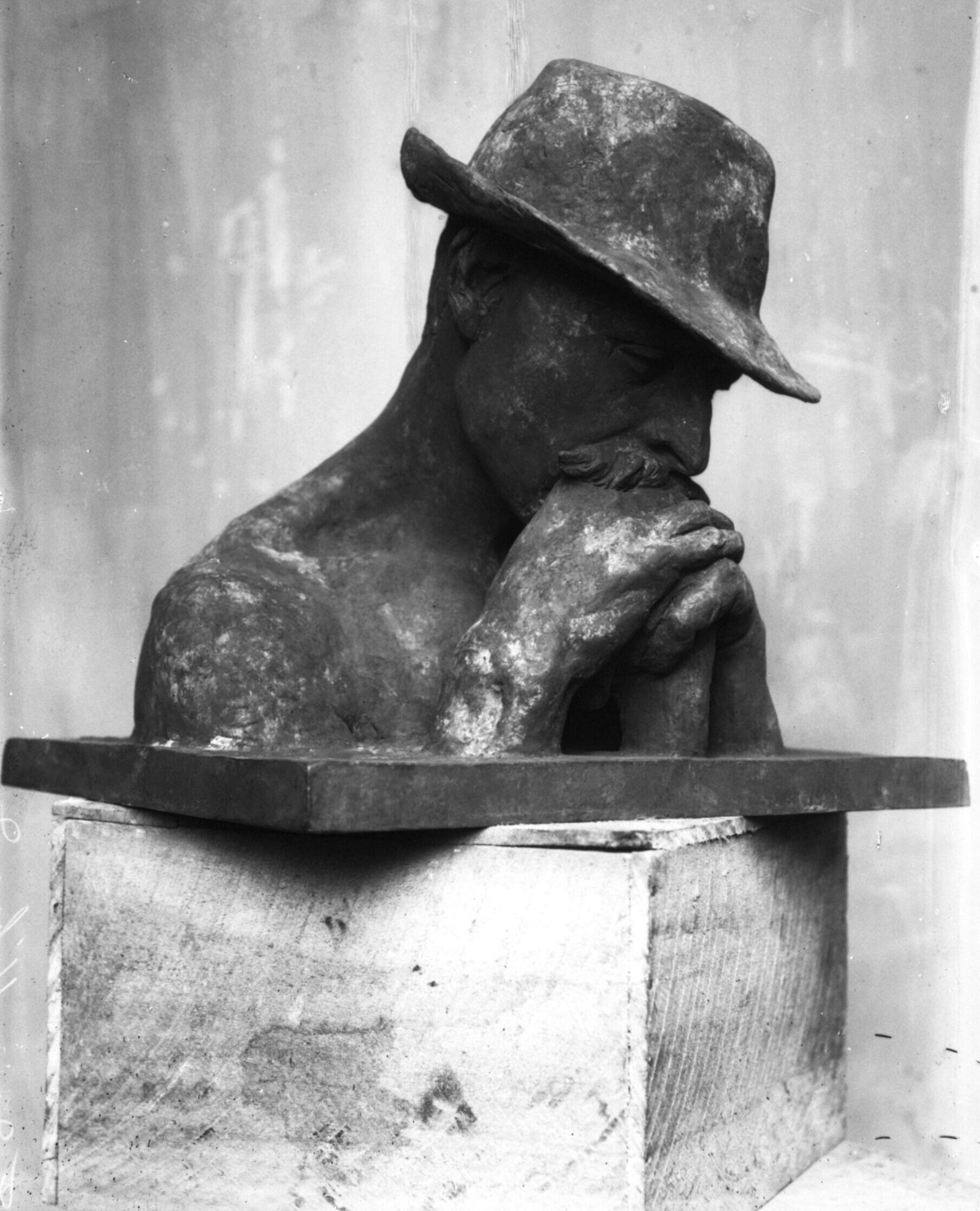
Buste de terrassier par Jules Dalou, état du bronze avant l'application de la patine.

## Quelques artistes édités par Hébrard
- Edmond Henri Becker
- Joseph Bernard
- Antoine Bourdelle
- Carlo Bugatti
- Rembrandt Bugatti
- Jean-Baptiste Carpeaux
- Marguerite Jeanne Carpentier
- Jules Dalou
- Edgar Degas
- Jules Desbois
- Alexandre Falguière
- Richard Guino
- Henri Husson[1]
- François Pompon
- Andrew O'Connor, Jr. (en)
- Félix Vallotton